# Republic of Rome
Republic of Rome ist ein 1990 bei Avalon Hill erschienenes, komplexes strategisches Brettspiel von Richard Berthold und Robert Haines. Die Spieler übernehmen dabei jeweils die Rolle einer Senatorenfamilie im alten Rom, deren Reichtum sie steigern müssen, während Vorkommnisse aus der Geschichte der römischen Republik, z. B. Kriege, durch das zufällige Ziehen von Ereigniskarten simuliert werden. Die Besonderheit des Spieles ist, dass die Spieler einerseits gezwungen sind zu kooperieren, um Rom bedrohende Krisen wie Kriege zu überstehen (wenn Rom untergeht, haben alle Spieler verloren) und das Volk bei Laune zu halten, andererseits auch permanent gegeneinander intrigieren, um das Spiel zu gewinnen.
Im Erscheinungsjahr 1990 wurde Republic of Rome mit dem Origins Award ausgezeichnet. Das Spiel wurde nicht ins Deutsche übersetzt, das englische Original ist heute nicht mehr erhältlich. 2007 wurde Republic of Rome vom kanadischen Spielehersteller Valley Games neu aufgelegt. Für 2025 wurde vom spanischen Verlag Ediciones MasQueOca eine Neuauflage angekündigt.